# Schoenobius semifuscalis
Schoenobius semifuscalis là một loài bướm đêm trong họ Crambidae.